# Pont des Trois Sources
 (octobre 2024).
Si vous disposez d'ouvrages ou d'articles de référence ou si vous connaissez des sites web de qualité traitant du thème abordé ici, merci de compléter l'article en donnant les références utiles à sa vérifiabilité et en les liant à la section « Notes et références ».
Le Pont des Trois Sources (Puente de las Tres Fuentes en espagnol) est un pont ferroviaire qui est situé dans la  municipalité de Almonaster la Real, province de Huelva, région autonome d'Andalousie, près de Gil Márquez, en Espagne.
Il a été construit par les disciples de Gustave Eiffel. Il est haut de 66 mètres. Il enjambe un affluent du Barranco del Moro (es), l'arroyo la Jara.

## Matériaux
Il a été construit en fer puis retravaillé au XXe siècle.

## Environs
- Gil Márquez
- Spa el Manzano